# Вулиця Козельницька
Вулиця Козельницька — вулиця у Сихівському районі міста Львова, в місцевості Персенківка. Сполучає вулиці вулицю Луганську з вулицею Панаса Мирного та Івана Франка.

## Історія
У 1907—1908 роках на Персенківці збудована Міська електростанція, а дорога, що з'єднувала її з парком Кілінського у 1908 році отримала назву Дорога до електровні. У 1933 році перейменована на вулицю Козельницьку, на згадку про село Козельники, що розташовувалося поруч. На часі німецької окупації, у 1943—1944 роках — Мессештрассе. У липні 1944 року вулиці повернена передвоєнна назва — вулиця Козельницька.
У 1936 році трамвайну колію було продовжено від Стрийського парку до вулиці Козельницької, а звідки до Стрийської рогатки. Однак вже у 1940 році ділянка від вулиці Івана Франка до Стрийської рогатки була розібрана, а також була закрита трамвайна лінія у Стрийському парку. До 1951 року вулицею проходила залізнична колія від станції Персенківка до Стрийського парку, а до кінця 1970-х років — прямувала на вулицю Стрийську. 

## Забудова
Забудова вулиці Козельницької переважно промислова та офісна.
№ 2а — студентське містечко Українського католицького університету, на території якого розташована церква Святої Софії — Премудрості Божої. Рішенням виконавчого комітету Львівської міської ради наприкінці червня 2021 року територія студмістечка Українського католицького університету отримала назву — площа Святої Софії Премудрості Божої. 23 червня 2021 року після загальноуніверситетської Літургії у храмі Святої Софії-Премудрості Божої, яку очолив владика Борис Ґудзяк, освятили площу з нагоди її перейменування.
№ 4 — будинок для наукових установ Національної академії наук України, збудований на початку 1990-х років. Нині тут розташовані Інститут українознавства імені І. Крип'якевича НАН України, Інститут регіональних досліджень імені М. І. Долішнього НАН України та Інститут екології Карпат НАН України. За радянських часів це мав бути будинок офіцерів ПрикВО[джерело?].